# Maurice Potron
Maurice Marie Jean Potron, né le 31 mai 1872 dans le 1er arrondissement de Paris et mort le 21 janvier 1942 à Vannes, connu sous le nom de « abbé Potron », est un jésuite français, polytechnicien, mathématicien et économiste. Il est aussi un missionnaire du christianisme social. Ses œuvres, publiées entre 1911 et 1936, ont été redécouvertes par Émeric Lendjel en 2000. 

## Travaux scientifiques
Les travaux scientifiques de Maurice Potron sont à la frontière des mathématiques et de l'économie. 
En mathématiques, il a travaillé sur la théorie des groupes finis. Il a aussi étudié les matrices à coefficients positifs indépendamment de Frobenius, et a proposé ce qui semble être la première application du théorème de Perron-Frobenius. Il est par ailleurs un précurseur en termes de modèles d'échanges inter-industriels proche des travaux postérieurs de Wassily Leontief.

## Postérité
La publication du livre «Les œuvres économiques de l'Abbé Potron»  fait apparaitre une personnalité utilisant largement ses compétences mathématiques pour développer de façon originale une approche qui s'inscrit dans le courant des réformateurs sociaux catholiques avec des prises de position intéressantes dans le domaine de la valeur et de l'équilibre économique.

## Sélection de publications
- Maurice Potron, Les Groupes d’ordre {\displaystyle p^{6}}, Gauthier-Villars, 1904.
- Maurice Potron, « Application aux problèmes de la « production suffisante » et du « salaire vital » de quelques propriétés des substitutions linéaires à coefficients {\displaystyle \geq 0} », Comptes rendus hebdomadaires des séances de l'Académie des sciences, vol. 153,‎ 26 décembre 1911, p. 1458-1459 (lire en ligne, consulté le 31 décembre 2023).
- Maurice Potron, « Quelques propriétés des substitutions linéaires à coefficients {\displaystyle \geq 0}, et leur application aux problèmes de la production et des salaires », Annales scientifiques de l'École normale supérieure, 3e série, vol. 30,‎ 1913, p. 53-76 (lire en ligne, consulté le 9 juin 2024).
- Maurice Potron, Les groupes de Lie, Gauthier-Villars, coll. « Mémorial des sciences mathématiques » (no 81), 1936, 68 p. (lire en ligne).
- Maurice Potron, Gilbert Abraham-Frois (éd.) et Émeric Lendjel (éd.), Les Œuvres économiques de l'Abbé Potron, Éditions L'Harmattan, 2004.